# Senahú
Senahú è un comune del Guatemala facente parte del dipartimento di Alta Verapaz.